# St. Antonius von Padua (Jünkerath)

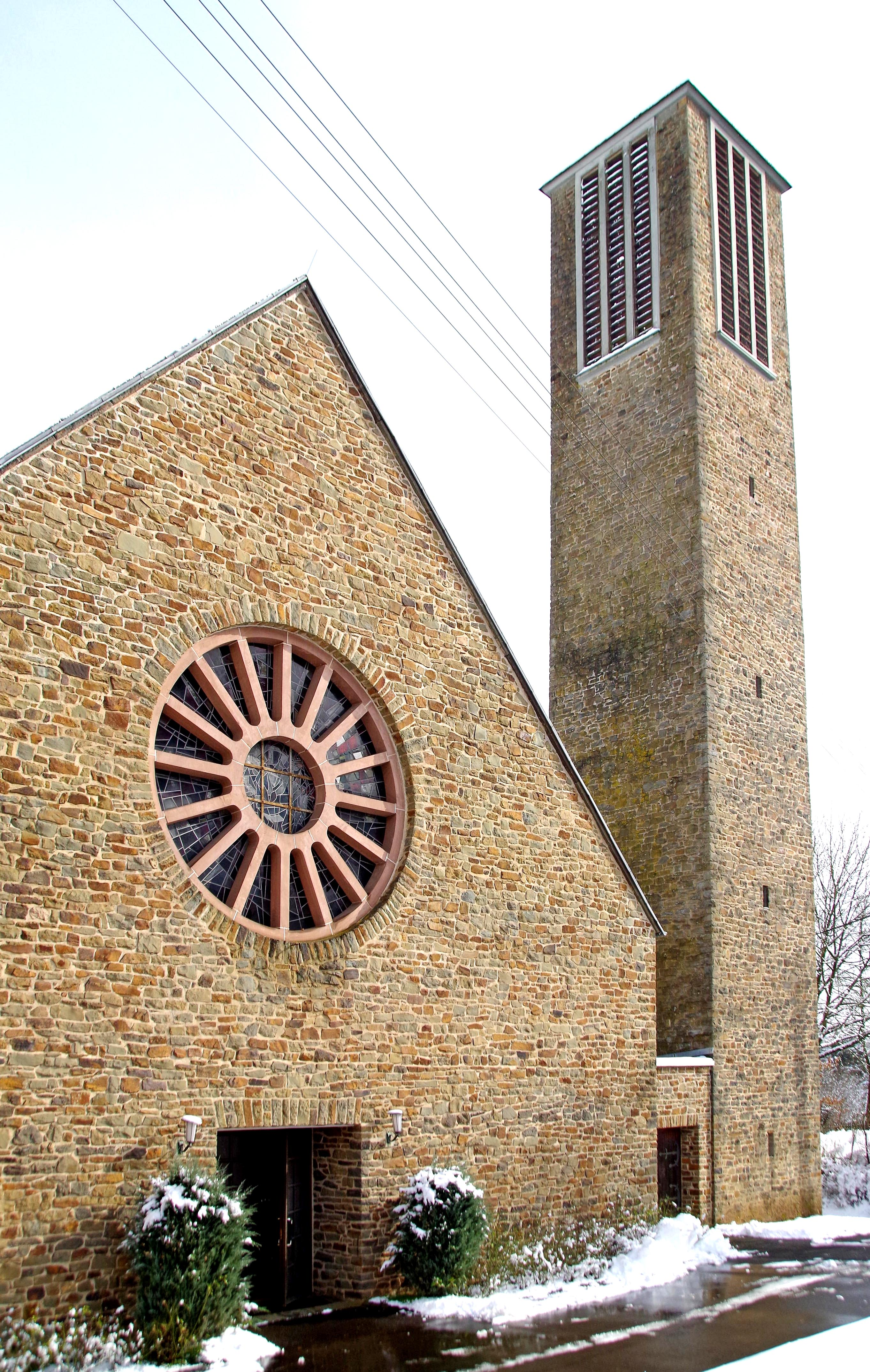
St. Antonius von Padua (Jünkerath)

Die Kirche St. Antonius von Padua ist die römisch-katholische Pfarrkirche von Jünkerath im Landkreis Vulkaneifel in Rheinland-Pfalz. Die Kirche gehört in der Pfarreiengemeinschaft Obere Kyll zum Pastoralen Raum Adenau-Gerolstein im Bistum Trier.

## Geschichte
Die Jünkerather Hütte sowie der Ausbau Jünkeraths als wichtiger Knotenpunkt der Eifelbahn ließen zu Anfang des 20. Jahrhunderts die Einwohnerzahl derart ansteigen, dass eine katholische Kirche notwendig wurde. Deshalb bauten die Kölner Architekten Carl Rüdell und Richard Odenthal von 1906 bis 1907 in der Kölner Straße 69 die Kirche St. Antonius von Padua samt Pfarrhaus. Es handelt sich um eine neuspätromanische Bruchsteinbasilika mit Querhaus. 1957 wurde ein großer Turm hinzugefügt.

## Ausstattung
Die Kirche ist mit drei Altären ausgestattet. Ein großes Rundfenster über dem Eingangsbereich wird von der Orgel umrahmt.